# Cynortoides cubanus
Cynortoides cubanus is een hooiwagen uit de familie Cosmetidae.